# Utetes fischeri
Utetes fischeri är en stekelart som först beskrevs av Kurhade och Nikam 2001.  Utetes fischeri ingår i släktet Utetes och familjen bracksteklar. Inga underarter finns listade i Catalogue of Life.